# Krausblattmoose
Die Krausblattmoose (Ulota) sind eine Moosgattung aus der Familie der Orthotrichaceae, die weltweit mit etwa 60 Arten vorkommen, wovon in Europa 8 Arten bekannt sind. Hierunter versteht man zumeist polsterförmige Rindenmoose, die nur selten auf Felsen oder auf Erde wachsen. Sie weisen trocken gekräuselte Blätter auf, die der Moosgattung letztlich zu ihrem deutschen Namen verholfen haben. Im feuchten Zustand stehen die Blätter zumeist ab. Sonst sind diese lanzettlich geformt und häufig gekielt. Der Blattrand ist nicht selten vom Grund bis zur Mitte umgerollt. Die Blattrippe endet meist kurz vor der Blattspitze. Die Sporophytengeneration dieser Moosgattung bildet zudem aufrechte, meist 8-furchige Kapseln aus, die eine glockenförmige, oft behaarte Kalyptra aufweisen.

## Arten (Auswahl)
In Europa sind 7 Arten zu finden:
- Bruchs Krausblattmoos (Ulota bruchii)
- Engmündiges Krausblattmoos Ulota coarctata
- Gewöhnliches Krausblattmoos Ulota crispa
- Ulota drummondii
- Ulota hutchinsiae
- Ulota macrospora
- Ulota phyllantha